# L’Egisto
L’Egisto oder Egisto ist eine Oper (Originalbezeichnung: „Favola drammatica musicale“, ‚dramatisch-musikalische Fabel‘) in einem Prolog und drei Akten von Francesco Cavalli (Musik) mit einem Libretto von Giovanni Faustini, die im Herbst 1643 im Teatro San Cassiano in Venedig uraufgeführt wurde.

## Handlung
Die Oper spielt im Frühling in einer ländlichen Gegend der Insel Zakynthos im Ionischen Meer.

### Prolog
Die Nacht ruft ihre Schattenkrieger herbei, um sich gegen die aufgehende Sonne zur Wehr zu setzen. Sie hat aber keine Chance gegen L’Aurora, die Morgenröte.

### Kurzfassung
Erster Akt. Lidio und Clori haben ein Stelldichein im Wald und ritzen ihre Liebesschwüre in die Bäume. Von ihnen unbemerkt schlafen Egisto und Climene in der Nähe – die früheren Geliebten des Paares, die vor Jahren auf Delos von Piraten verschleppt wurden. Sie konnten kürzlich fliehen und sind nach Zakynthos gekommen, wo Climenes Bruder Hipparco lebt. Lidio und Clori halten sie längst für tot. Als Egisto und Climene erwachen, bemerken sie die Kritzeleien an den Bäumen und schwören Rache. Der unglücklich in Clori verliebte Hipparco beschließt, seinen Nebenbuhler Lidio aus dem Weg zu räumen. Seine alte Dienerin Dema sorgt mit ihren Kommentaren für eine Auflockerung der Handlung.
Die Göttin Venere (Venus) hegt einen alten Groll gegen Egisto, einen Nachfahren ihres Feindes Apollo. Der Piratenüberfalls war damals auf ihre Veranlassung geschehen. Um zu verhindern, dass Egisto wieder mit Clori vereint wird, sucht sie Hilfe bei ihrem Sohn Amore (Amor) und den Allegorien Bellezza (der Schönheit) und Volupia (der Wollust). Amore will in der Unterwelt eine Furie beschwören, die Egisto den Verstand rauben soll.
Zweiter Akt. Bei ihrem Wiedersehen verleugnet Clori Egisto. Lidio will gleichfalls nichts mehr von Climene wissen. Hipparco und Climene schließen einen Bund, um Lidio zu töten.
In der Unterwelt wird Amore von den aufgrund ihrer Liebe zu Tode gekommenen Heldinnen aus Ovids Heroides gefangen genommen. Er kommt erst durch Apollos Eingreifen wieder frei, nachdem er geschworen hat, die Liebe Egistos und Cloris zu unterstützen.
Dritter Akt. Hipparco und Climene überwältigen Climene und Lidio. Hipparco lässt Clori in seinen Palast bringen und überlässt Climene die Ausführung der Rache an Lidio. Sie ist dazu jedoch nicht in der Lage und richtet den Dolch gegen sich selbst. Dadurch erwachen Lidios Gefühle für sie wieder. Egisto verfällt unterdessen dem Wahn. In Hipparcos Palast treffen alle wieder zusammen. Lidio gibt Clori den Laufpass. Diese hat Schuldgefühle dem wahnsinnigen Egisto gegenüber, dessen einzige klare Gedanken ihr gelten, und verliebt sich erneut in ihn. Eine von Apollo gesandte Hora heilt Egisto und bringt ihn und Clori auf einem Himmelswagen in ihre Heimat Delos zurück. Die Oper endet mit Glückwünschen der vier Horen.

### Erster Akt
Wald
Szene 1. Am frühen Morgen erwartet Lidio seine Geliebte Clori. Er bemerkt nicht, dass Egisto und Climene in der Nähe schlafen. Die beiden sind gemeinsam aus der Sklaverei geflohen und am Vortag mit einem Boot auf Zakynthos eingetroffen.
Szene 2. Clori trifft ein, und beide schwelgen in ihrer Liebe. Sie hat einen Liebesschwur in die Rinde der Bäume geritzt: „Clori von Delos lebt für dich, Lidio“. Da hören sie die Stimme des im Traum sprechenden Egisto, der Clori vorwirft, ihr untreu geworden zu sein. Lidio wird sofort eifersüchtig, obwohl Clori ihm schwört, auf Zakynthos nie einen anderen als ihn geliebt zu haben. Nach einem Blick auf den Schlafenden erwacht jedoch ihr schlechtes Gewissen. Sie drängt Lidio zum Aufbruch.
Szene 3. Nachdem die Schlafenden erwacht sind, erzählt Egisto Climene von seinem Traum, in dem er seine Geliebte in den Armen eines anderen gesehen habe. Er sei ein Urenkel Apollos, stamme aus Delos und habe sich dort in Clori verliebt, die seine Liebe erwiderte. Die Göttin Venere jedoch, eine Feindin Apollos, habe dafür gesorgt, dass sie beide von Piraten überfallen und an verschiedene Orte verschleppt worden seien. Seit seiner Flucht aus der Sklaverei befinde er sich auf der Suche nach Clori. Climene entgegnet, dass sie selbst ein ähnliches Schicksal habe. Sie sei am Tag ihrer geplanten Hochzeit mit Lidio entführt worden. Egisto versucht sie damit zu trösten, dass ihr Geliebter sicher noch auf sie warte. Da entdeckt er die Liebesschwüre an den Bäumen. Zutiefst verletzt schwören beide Rache.
Szene 4. Climenes Bruder Hipparco leidet unter seiner unerwiderte Liebe zu Clori („Or che del ciel ne le stellate piagge“). Er beschließt, seinen glücklicheren Rivalen Lidio zu töten.
Szene 5. Die alte Dema versichert Hipparco, dass Clori Lidio wirklich liebe und sich das Paar in der Nähe befinde. Sie versucht, ihm seine Mordgedanken auszureden und verspricht ihm, in seinem Sinne mit Clori zu reden.
Szene 6. Dema versteht nicht, warum Clori Hipparco zurückweist. Sie selbst hätte in jungen Jahren gerne viele Liebhaber gleichzeitig angenommen.
Szene 7. Clori gesteht sich ein, dass ihre Liebe zu Egisto erloschen ist und durch diejenige zu Lidio ersetzt wurde.
Die Waldlandschaft weicht dem Palast der Venere.
Szene 8. Bellezza und Volupia prahlen mit ihrem Einfluss auf die Sterblichen.
Szene 9. Auch Veneres Sohn Amore weist auf seine Macht hin, der das gesamte Universum unterworfen sei. Bellezza und Volupia erkennen seine Verdienste an.
Szene 10. Mit Tränen in den Augen fleht Venere die drei Gottheiten an, ihr gegen den verhassten Egisto beizustehen. Dieser sei aus dem von ihr angeordneten Gefängnis entflohen und stehe kurz davor, seine einstige Geliebte Clori zurückzugewinnen. Amor verspricht ihr, dass das niemals geschehen werde. Er werde zu den Sümpfen des Acheron reisen, um eine Furie auszusenden, die Egisto peinigen und ihm seinen Verstand rauben werde. Bellezza und Volupia beglückwünschen Venere für ihren mächtigen Sohn.

### Zweiter Akt
Ein Dorf
Szene 1. Egisto ist vor seinen Gastgebern Climene und Hipparco in die Einsamkeit geflohen, um seine verlorene Liebe zu Clori zu bejammern („Lasso io vivo, e non ho vita“). Obwohl er sie verstehen kann, will er sie nicht aufgeben.
Szene 2. Als Clori eintrifft, gibt sie vor, ihn nicht zu kennen. Sie beharrt darauf, dass ihr einstiger Geliebter tot sei, und erklärt ihn für verrückt.
Szene 3. Egisto überlässt sich völlig seinen Gefühlen von Zorn und Schmerz („Oh scherni troppo amari“).
Szene 4. Nachdem Climene ihren Bruder Hipparco glücklich wiedergefunden hat, will sie nicht glauben, dass Lidio ihr untreu geworden sei.
Szene 5. Als ihr Lidio jedoch über den Weg läuft, schwärmt er nur von Clori und will von Climene nichts mehr wissen. Er behauptet, sie habe von ihrer damaligen Beziehung sehr viel mehr profitiert als er.
Szene 6. Climene beweint Lidios Untreue („Piangete occhi dolenti“).
Szene 7. Hipparco und Climene klagen einander ihr Leid. Hipparco will seinen Nebenbuhler Lidio töten und damit auch dessen Verrat an seiner Schwester rächen.
Szene 8. Dema rät Hipparco, Clori zu vergessen und sich eine andere Geliebte zu suchen („Te n’ pentirai, credilo a me“). Er werde sonst die kurze Zeit seiner Jugend vergeuden.
Die Szene verwandelt sich in den Myrtenwald des Erebos
Szene 9. Amore ist in den Erebos, die Unterwelt, hinabgestiegen, um die seiner Mutter versprochene Furie zu finden. Dort wird er von Semele, Fedra (Phaidra), Didone (Dido), Hero und anderen aufgrund ihrer Liebe zu Tode gekommenen Heldinnen aus Ovids Heroides gejagt und gefangen. Sie wollen sich an ihm rächen. Amore ruft seine Mutter um Hilfe an. 
Szene 10. Apollo macht sich über den gefangenen Amore lustig. Erst nachdem Armore ihm geschworen hat, dafür zu sorgen, dass Clori sich wieder in seinen Urenkel Egisto verliebt, bittet Apollo die Heroinen, ihn freizulassen. Aufgrund seines hohen Ansehens geben diese schnell nach. Sie warnen aber alle Liebenden davor, den Verheißungen Amores Glauben zu schenken.

### Dritter Akt
Der Wald verschwindet und wird zu einem lieblichen Hain
Szene 1. Lidio und Clori genießen ihre Liebe, obwohl Lidio allmählich mehr von ihr möchte als Küsse.
Szene 2. Hipparco und Climene erscheinen mit einer Gruppe bewaffneter Männer, die Clori zurückdrängen und Lidio an einen Baumstamm fesseln. Hipparco gibt Climene einen Dolch, damit sie persönlich ihre Rache ausführen kann. Da Clori seine Avancen noch immer zurückweist, lässt er sie von seinen Leuten abführen.
Szene 3. Climene kann es nicht über sich bringen, Lidio zu töten. Ihre alte Liebe zu ihm ist noch nicht vollständig erloschen. Dieser Gedanke ist ihr unerträglich, und so versucht sie, den Dolch gegen sich selbst zu richten. In diesem Moment erwachen auch Lidios Gefühle für sie wieder. Er hält sie auf und gesteht ihr seine Liebe. Überglücklich machen sich die beiden auf die Suche nach Hipparco, um diesen zu versöhnen.
Szene 4. Amore brüstet sich damit, diese Entwicklung mit seinem unsichtbaren Pfeil hervorgerufen zu haben. Seine Begegnung mit den Heroinen in der Unterwelt hat ihn allerdings misstrauisch gegenüber allen Frauen gemacht.
Szene 5. Egisto ist wahnsinnig geworden. Er schwankt zwischen Rachegelüsten und Liebesgefühlen für Clori („Celesti fulmini“). Seine Gedanken richten sich nacheinander an die Bäume, Apollo, Amore und die Unterwelt. Er stellt sich vor, dorthin zu wandern und Charon, Tantalos und Danaos zu begegnen. Auch Clori erwartet er dort.
Die Szene verwandelt sich in einen Hof von Hipparcos Palast
Szene 6. Clori beschimpft den erneut um sie werbenden Hipparco hemmungslos.
Szene 7. Climene und Lidio treffen ein. Climene fordert die Anwesenden auch, in ihren Freudengesang einzustimmen, da Lidio Clori ihr zuliebe verlassen habe. Hipparco fühlt sich von ihr verraten. Lidio bietet ihm seine Freundschaft an, da sie nun keine Rivalen mehr seien. Er erklärt Clori seinen Sinneswandel mit dem Pfeil Amores, gegen den er nichts ausrichten könne. Clori verflucht ihn wütend.
Szene 8. Hipparcos Diener Cinea berichtet, dass Egisto wahnsinnig geworden sei.
Szene 9. Egisto trifft ein. Er erkennt die Anwesenden nicht und hält sich selbst für Orpheus, der in der Unterwelt um die Rückgabe seiner Euridice fleht („Rendetemi Euridice“). Clori fühlt sich schuldig an seinem Wahn. Es folgen weitere wahnhafte Ausbrüche Egistos. Erst als er von der „untreuen Clori“ spricht, scheinen seine Gedanken klarer zu werden. Cloris Gefühle für ihn erwachen allmählich wieder. Hipparco will ihn zu einem Arzt ins Dorf bringen lassen.
Szene 10. Die erste Hora, eine Dienerin Apollos, heilt Egisto mit ihrem Stab von seinem Wahn. Clori hat sich jetzt endgültig für ihn entschieden und versichert ihm ihre Liebe. Hipparco verzichtet freiwillig auf Clori. Die Hora bittet Egisto und Clori, ihr nach Delos zu folgen. Die beiden verabschieden sich von Hipparco, Climene und Lidio, die ihnen viel Glück in der Ehe wünschen.
Die Szene verwandelt sich in einen teils waldigen, teils maritimen Ort
Szene 11. Die zweite, dritte und vierte Hora denken über die Folgen dieser Geschehnisse nach. Venere wird vor Wut außer sich sein, dass Clori und Egisto wieder vereint sind.
Szene 12 „ultima“. Die Horen beobachten Egisto und Clori, die sich in einem fliegenden Streitwagen auf dem Weg in ihre Heimat Delos befinden.

## Gestaltung

### Orchester
Die Orchesterbesetzung der Oper umfasst in der Urfassung lediglich bis zu fünfstimmige Streicher und Basso continuo. Die Fassung von Raymond Leppard sieht folgende Besetzung vor:
- Streicher
- Basso continuo: zwei Cembali, Harfe, zwei Lauten, Theorbe oder Gitarre, Orgel mit Lippenpfeifen, drei Violoncelli, zwei Kontrabässe
- Bühnenmusik hinter der Szene: zwei Flöten, zwei Oboen, Englischhorn, zwei Fagotte

### Libretto
L’Egisto entstand nur wenige Jahre nach Eröffnung des ersten öffentlichen Opernhauses, des Teatro San Cassiano in Venedig. Die Gattung der Oper war zu dieser Zeit noch nicht formal gefestigt, sondern orientierte sich an der höfischen Oper und deren literarischen Vorlagen. Darauf deutet auch die Bezeichnung als „favola drammatica musicale“ (‚dramatisch-musikalische Fabel‘) hin. Die Handlung spielt wie viele der frühen Opern und deren florentinischen Vorläufern im Schäfer-Milieu. Der Librettist Faustini ergänzte als in der venezianischen Oper nahezu unverzichtbare komische Figur die Dienerin Dema sowie einige Gestalten der Mythologie. Die Vermischung der unterschiedlichen Stilmittel war typisch für die venezianische Oper dieser Zeit. In L’Egisto ist der Prolog allegorisch. Der erste Akt verarbeitet die Themen der Liebe, der mehrdeutigen Aussagen (in den Rinden-Kritzeleien) und der Rache. Zudem wird auf Egistos göttliche Abstammung hingewiesen. Im zweiten Akt geht es um Liebesverwirrungen. Die komische Philosophie der Dema steht dabei in starkem Kontrast zur abschließenden Unterweltszene. Auch der dritte Akt ist von Kontrasten geprägt, in diesem Fall zwischen der Liebesszene von Lidio und Clori, der anschließenden großen Wahnsinnsszene Egistos und der Auflösung des Liebesdramas durch göttliches Eingreifen.
Jean-François Lattarico nannte Egistos Wahnsinnsszene den „größten Wahnsinnsmonolog der Operngeschichte“. Das Motiv des Wahnsinns gab es bereits als komische Variante in älteren Schäferdichtungen und der Commedia dell’arte. Es wurde erstmals 1627 durch den Librettisten Alessandro Striggio mit La finta pazza Licori in die Oper eingeführt, deren Vertonung der Komponist Claudio Monteverdi aber wohl nicht vollendete. Striggio übernahm es einige Jahre später in sein Libretto für Francesco Sacratis Oper La finta pazza (1641), deren großer Erfolg dazu führte, dass viele weitere Opern der folgenden Jahre ebenfalls Wahnsinnsszenen erhielten. In L’Egisto wird der Wahnsinn der Titelfigur ähnlich wie in Ariosts Der rasende Roland durch in Bäume geritzte Liebesschwüre ausgelöst. Faustini erklärte im Vorwort des Librettos, dass ihn die Bitten einer „großen Persönlichkeit“ (vermutlich des Theaterbesitzers Ettore Tron) „dazu gezwungen haben, [das Thema] in das Werk aufzunehmen“.

### Musik
Das Versmaß aus sechs- und fünfsilbigen Zeilen deutet darauf hin, dass Faustini die Wahnsinnsszene „Celesti fulmini“ (III:5) als Arie mit zwei Stanzen und Refrain anlegte. Cavalli vertonte sie jedoch als großes Rezitativ bzw. ausdrucksstarkes „recitar cantando“ mit Orgelpunkten, großen Intervallsprüngen und ungewöhnlichen Dissonanzen, das nur gelegentlich durch kurze ariose Stellen unterbrochen wird. Auch Egistos zweite Wahnsinnsszene („Rendetemi Euridice“, III:9) ist rezitativisch angelegt.
Hipparcos Soloszene in der vierten Szene der ersten Akts beginnt mit der Arie „Or che del ciel“. Ihre Struktur verarbeitete Cavalli sehr frei. Im Libretto besteht sie aus acht Zeilen mit sieben Silben und je einer elfsilbigen Zeile am Anfang und Ende. Cavalli teilte sie in drei Abschnitte aus drei, vier und zwei Zeilen auf, um die Bedeutung der verschiedenen Gedanken hervorzuheben.
Für die Entstehungszeit ungewöhnlich ist der große Reichtum an Arien, die nicht nur komischen Charakteren vorbehalten sind, sondern auch den ernsthaft Liebenden. Es gibt zwei ausgedehnte Lamenti: Egistos „Lasso io vivo, e non ho vita“ zu Beginn des zweiten Akts und Climenes „Piangete occhi dolenti“ in der sechsten Szene desselben Akts. Insgesamt enthält diese Oper 35 Arien höchst unterschiedlicher Art, die zusammen mit den sieben unterschiedlichen Szenen der Unterhaltung des Publikums dienen bzw., wie Faustini im Vorwort des Librettos schrieb, „Staunen und Vergnügen hervorrufen“ sollen.

## Werkgeschichte
Das Libretto dieser Oper verfasste Giovanni Faustini, mit dem Cavalli bereits 1642 für La virtù de’ strali d’Amore zusammengearbeitet hatte. Einigen Quellen zufolge soll sie für den Wiener Hof entstanden und 1642 dort gespielt worden sein. Historische Belege dafür fehlen jedoch. Als Datum und Ort der Uraufführung gelten daher der Herbst 1643 und das Teatro San Cassiano in Venedig. Noch im selben Jahr wurde L’Egisto in Rom im Haus des französischen Botschafters gezeigt. Egisto war eine der erfolgreichsten Opern dieser Zeit. Bis zum Ende der 1660er Jahre gab es mehrere weitere Aufführungen in italienischen Theatern, beispielsweise in Genua 1645, Florenz 1646 und 1667, Bologna 1647 und 1659, Ferrara 1648, Neapel 1651, Bergamo 1659 und Spilamberto 1667 („Spilimberto“, Librettodruck aus Modena). Eine Aufführung in Paris im Februar 1646 hatte wenig Erfolg. Der Musikwissenschaftlerin Barbara Nestola zufolge handelte es sich aber wohl nicht um Cavallis L’Egisto, sondern um eine Aufführung der Oper L’Egisto, overo Chi soffre speri von Virgilio Mazzocchi und Marco Marazzoli, die erstmals 1637 in Rom gespielt worden war.
Ein Autograf ist nicht überliefert. Es gibt jedoch Abschriften in der Biblioteca Nazionale Marciana in Venedig, der Österreichischen Nationalbibliothek in Wien und der Bayerischen Staatsbibliothek in München. Die venezianische Kopie stammt aus der umfangreichen Sammlung Contarini, die über Cavallis Witwe Maria an den Grafen Marco Contarini ging und neben einem Großteil von Cavallis Werken auch viele andere venezianische und französische Opern enthält. Die Partitur des Egisto fertigte vermutlich Maria Cavalli selbst an.
1974 stellte der Dirigent Raymond Leppard eine eigene Bearbeitung an der Santa Fe Opera vor. Die Inszenierung stammte von John Cox. Sie wurde 1982 auch an der Scottish Opera in Glasgow und auf Gastspielen in Schwetzingen und Venedig gezeigt. Eine schwedische Übersetzung von Åke Sällström leitete Leppard 1977 am Södra-Theater in Stockholm. Leppard gab 1977 auch einen Klavierauszug mit einer englischen Übersetzung von Geoffrey Dunn und ihm selbst sowie einer deutschen Übersetzung von Karl Robert Marz heraus.
Nachweisbare Aufführungen in neuerer Zeit waren:
- 30. August 1970: Venedig, Scuola di San Rocco – konzertant; I Virtuosi di Roma, Collegium Musicum Italicum; Dirigent: Renato Fasano; Fassung von Gianfranco Prato; Audiomitschnitt verfügbar
- Juni 1973: München – Kammerensemble des Bayerischen Staatsorchesters; Dirigent: Hans Ludwig Hirsch; Fassung von Gianfranco Prato und Hans Ludwig Hirsch; Audiomitschnitt verfügbar
- 1. August 1974: Santa Fe Opera – Dirigent: Raymond Leppard; mit George Shirley; Wiederaufnahme 1976
- 20. September 1976: Venedig, Teatro La Fenice – Settimana musicale dell’UNESCO a Venezia; Produktion des Piccolo teatro musicale della città di Roma; I Virtuosi di Roma; Dirigent: Renato Fasano; Inszenierung: Filippo Crivelli, Kostüme: Pierluigi Samaritani; Fassung von Gianfranco Prato in zwei Akten ohne Prolog
- 24. April 1977: Rom, Piccolo Opera – I Virtuosi di Roma, Dirigent: Renato Fasano, Inszenierung: Filippo Crivelli, Bühne: Pier-Luigi Samaritani
- 19./20. August 1977: Washington D.C., America’s National Park for the Performing Arts, Filene Center – Produktion der Wolf Trap Bach Opera; Dirigent: John Moriarty; Fassung von Raymond Leppard in englischer Sprache; Audiomitschnitt verfügbar
- 15. Januar 1981: Converse College
- 1./2. Mai 1981: Los Angeles
- 14. Januar 1982: Rundfunkübertragung im BBC Radio 3
- 1982: Glasgow, Theatre Royal – Produktion der Scottish Opera; Dirigent: Raymond Leppard, Inszenierung: John Cox, Kostüme und Lichtdesign: Allen Charles Klein; Videomitschnitt verfügbar (TV-Ausstrahlung auf BBC2 am 25. September 1982); Wiederaufnahme 1984
- 1.–4. April 1982: Boston
- 26. Mai 1982: Venedig, Teatro La Fenice – Produktion der Scottish Opera; fünf Aufführungen
- 1./2. Dezember 1983: Lawrence, University of Kansas
- 29./31. März 1984: Boston University
- 4. Mai 1984: Liverpool, Empire Theatre
- 1987: unbekannter Ort – mit James Bowman, Della Jones und Neil Rosenshein
- 22./24. April 1988: Salzburg, Großes Studio der Universität Mozarteum
- 4. November 1989: Berlin, Hebbel-Theater – Dirigent: Brynmor Jones, Inszenierung: Henry Akina, Ausstattung: Folker Ansorge, Kostüme: Andrea Hoppen und Folker Ansorge; acht Aufführungen
- 10. Juni 1991: London, Sir Jack Lyons Theatre – vier Aufführungen
- 1. Oktober 1993: Akademie der Norwegischen Staatsoper
- 12.–14. April 1996: Boston
- 24. April 1997: University of Colorado Boulder – vier Aufführungen
- 6. Mai 1997: Amsterdam, Theaterschule – De Nieuwe Opera Academie, Barokensemble Sweelinck Conservatorium; Dirigent: Javier López Piñón, Kostüme: Ferry Schmidt, Lichtdesign: Joop Caboort, Produktion: Marijke Reuvers
- 1999: San Francisco – Ausschnitte
- 23./24. Februar 2000: Princeton, Friedberg Hall, Peabody Conservatory – Produktion der Peabody Chamber Opera; Dirigent: Webb Wiggins; Fassung von Webb Wiggins und Roger Brunyate
- 28.–30. März 2001: Boston, New England Conservatory of Music
- 31. Mai 2001: Shropshire, Walcot Hall, Birmingham Conservatoire – Dirigent: Stephen Wilder
- 6. Juni 2001: Dublin, National Concert Hall, John Field Room
- 7./8. Januar 2005: Princeton University – Princeton University Opera Workshop; Dirigent: Michael Pratt, Inszenierung: Clifford Sofield; Fassung von Wendy Heller, Jennifer Eberhardt und Daniil Zavlunov
- 7.–9. März 2008: Boston, Emerson College, Cutler Majestic Theatre – Dirigent: John Greer, Inszenierung: Marc Astafan, Ausstattung: Caleb Wertenbaker, Kostüme: Seth Bodie
- 3./5./6. April 2008: Macon (Georgia), Mercer University, Fickling Hall, Mercer’s Townsend School of Music – Produktion der Mercer University Opera; Dirigent: Martha Malone; Fassung von Raymond Leppard
- 10./12./13. April 2008: San Francisco, Fort Mason Center’s Cowell, San Francisco Theater Conservatory of Music Opera Theatre – Dirigenten: Christopher Larkin und Kathryn Cathcart, Inszenierung: Richard Harrell, Kostüme: Kristi Johnson, Choreografie: Heather Carolo
- 17.–19. April 2009: New York, Suny Potsdam’s Crane Music Center, Sara M. Snell Music Theater – Crane Ensemble & Orchestra; Fassung von Raymond Leppard
- 20. November 2009: Chapel Hill, Campus der University of North Carolina, Hill Hall – Dirigent: Brent Wissick, Choreografie: Jeanne Fischer; Fassung von Webb Wiggins und Roger Brunyate
- 1. Februar 2012: Paris, Opéra-Comique (sechs Aufführungen), Opéra de Rouen (drei Aufführungen) und Grand Théâtre de la Ville de Luxembourg (zwei Aufführungen im Dezember 2013) – Le Poème Harmonique, Dirigent: Vincent Dumestre, Inszenierung: Benjamin Lazar, Ausstattung: Adeline Caron, Kostüme: Alain Blanchot, Lichtdesign: Christophe Naillet; Audiomitschnitt und Ausschnitte eines Videomitschnitts aus Rouen verfügbar
- 23. März 2012: Conservatoire à rayonnement régional de Saint-Maur-des-Fossés – Dirigent: Robin Troman, Inszenierung: Anne Barlind
- 4.–13. Juni 2021: London, The Cockpit Theatre in Marylebone – Produktion der HGO (Hampstead Garden Opera); Dirigent und Inszenierung: Marcio da Silva, Bühne und Kostüme: Christian Hey; Fassung von Marcio da Silva und Cédric Meyer[9]

## Aufnahmen
- 30. August 1970 – Renato Fasano (Dirigent), I Virtuosi di Roma – Ensemble Strumentale del Collegium Musicum Italicum.
 Oralia Domínguez (La Notte und Climene), Rita Talarico (L’Aurora und Clori), Sesto Bruscantini (Lidio), Luigi Alva (Egisto), Florindo Andreolli (Hipparco), Cristina Angelakova (Amore, Dema und erste Hora), Terry Reid (Venere und Cinea).
 Live, konzertant aus der Scuola di S. Rocco in Venedig; Fassung von Gianfranco Prato.
 Mauro R. Fuguette MRF 76 (2 LPs); Premiereopera (2 CDs, mono).[10]:2644
- Juni 1973 – Hans Ludwig Hirsch (Dirigent), Kammerensemble des Bayerischen Staatsorchesters.
 Kehko Kawata (La Notte und Dema), Hildegard Heichele (L’Aurora und Amore), Nikolaus Hillebrand (Lidio), Lilian Sukis (Clori), Rüdiger Wohlers (Egisto), Trudeliese Schmidt (Climene), Heiner Hopfner (Hipparco).
 Studioaufnahme; Fassung von Gianfranco Praton und Hans Ludwig Hirsch.
 Eurodisc (2 LPs).[10]:2645
- 20. August 1977 – John Moriarty (Dirigent).
 Michael Warren (La Notte), Sheila Barnes (L’Aurora, Heroine und Hora), James Bowman (Lidio), Karen Yarmat (Clori), David Kuebler (Egisto), Carmen Balthrop (Climene), Glenn Cunningham (Hipparco), Terry Patrick (Volupia, Heroine und Hora), Kathryn Karassik (Bellezza und Hora), Faith Esham (Amore), Elizabeth Knighton (Venere und Hora), L. Brad Liebl (Apollo), John Lankston (Dema), Janice Hall (Heroine).
 Live, konzertant aus dem Filene Center in Washington, D.C.; Produktion der Wolf Trap Opera; englische Fassung von Raymond Leppard.
 House of Opera CD91758.[8]
- 1982 – Raymond Leppard (Dirigent), Allen Charles Klein (Inszenierung), Orchester der Scottish Opera.
 Roderick Kennedy (La Notte), Rosanne Brackenridge (L’Aurora und Estate), James Bowman (Lidio), Della Jones (Clori), Neil Rosenshein (Egisto), Della Wallis (Climene), Donald Maxwell (Hipparco), Linda Ormiston (Volupia und Didone), Vida Schepens (Bellezza und Inverno), Patrice O’Neill (Amore), Beverley Mills (Venere und Autumno), Susanna Ross (Semele und Primavera), Una Buchanan (Fedra), Claire Livingstone (Hero), Tom McDonnell (Apollo), Hugh Hetherington (Dema).
 Video, live aus dem Theatre Royal in Glasgow.[11]
- 17.–22. März 2021 – Vincent Dumestre (Dirigent), Le Poème Harmonique.
 David Tricou (La Notte und Apollo), Eugénie Lefebvre (L’Aurora, Amore und Hora), Zachary Wilder (Lidio), Sophie Junker (Clori), Marc Mauillon (Egisto), Ambroisine Bré (Climene), Romain Bockler (Hipparco), Floriane Hasler (Volupia und Didone), Marielou Jacquard (Bellezza und Fedra), Caroline Meng (Venere und Hero), Victoire Bunel (Semele und Cinea), Nicholas Scott (Dema).
 Aufnahme aus der Königlichen Oper in Versailles.
 Château de Versailles Spectacles CVS 076 (2 CDs).[12][13]

## Digitalisate
- L’Egisto: Noten und Audiodateien im International Music Score Library Project
- Libretto (italienisch), Venedig 1643. Digitalisat bei Google Books